# Pipitka (podcelek)
Pipitka je geomorfologická podsestava Volovských vrchů v jižní části pohoří.
Podsestavu tvoří plošina rozsochy v okolí Smolníku, Štóského potoka a Bodvy. Rozprostírá se mezi Úhornianským sedlem (999 m) a Medzevem, na jihozápadě hraničí s Rožňavskou kotlinou, na jihu a východě se Slovenským krasem.

## Nejvyšší vrcholy
- Pipitka (1225 m)
- Osadník (1186 m)
- Tupý vrch (1041 m)
- Čipkov vrch (966 m})
- Jelení vrch (947 m)